# Konstanty Mirecki
Konstanty Mirecki (ur. 1815 w Łukowie, zm. 12 kwietnia 1903 w Radomiu) – nauczyciel, filantrop.

## Życiorys
Urodził się Łukowie, ojciec jego Jan był lekarzem wojskowym i brał udział w kampaniach napoleońskich. Konstanty skończył kolegium pijarów w Łukowie.
Pracował jako nauczyciel prywatny na wsi. Zarządzał dobrami Krężel k. Czersk. W 1866 poślubił wdowę Annę Więckowską, właścicielkę dóbr w Rozniszewie. W 1870 został wdowcem i nie mając żadnych spadkobierców posiadany majątek przeznaczył na cele charytatywne i społeczne.
Zmarł 12 kwietnia 1903, parę lat przed śmiercią zamieszkał w Radomiu. W swoim testamencie zapisał środki finansowe:
- dla Akademii Umiejętności w Krakowie,
- na odnowienie Zamku na Wawelu,
- na założenie szkoły rzemieślniczej w Warszawie,
- na Szpital św. Kazimierza w Radomiu,
- na zasiłki dla Polaków kształcących się w zawodzie rolniczy lub rzemieślniczym,
- na stypendia naukowe w szkołach średnich i uniwersytecie,
- na tanią kuchnię dla młodzieży i rzemieślników w Warszawie,
- na szkołę pomologiczną przy Ogrodzie Pomologicznym w Warszawie,
- na szpital dziecięcy przy ulicy Aleksandrya (dziś ul. M. Kopernika) w Warszawie,
- na ochronkę dla dzieci w Radomiu,
- na instytucję jałmużniczą św. Kazimierza w Warszawie,
- na odnowienie kościoła po-bernardyńskiego w Radomiu,
- na Towarzystwo Dobroczynności w Radomiu,
- na szpitalik dziecinny w Radomiu.

Osobny zapis dotyczył kosztów pogrzebu, z przeznaczonej kwoty został zamówiony i postawiony pomnik autorstwa Bolesława Jeziorańskiego "Anioł Ciszy" na cmentarzu w Radomiu.